# Best Of SEAMO
『Best Of SEAMO』（ベスト・オブ・シーモ）は、SEAMO初のベストアルバム。

## 解説
- デビューシングル「関白」から12枚目のシングル「My ANSWER／不景気なんてぶっとばせ!!」までのシングル曲に加え、『天空の城ラピュタ』からメインテーマを大胆にサンプリングした新曲「キミヲワスレナイ feat. AYUSE KOZUE」やボーナストラック2曲を収録した初のベストアルバム。
- 価格は通常盤が2500円、初回限定盤Aが3500円、初回限定盤Bが4000円となる。
- 初回限定盤Aにはデビュー曲「関白」から「My ANSWER」までのシングル曲のビデオクリップ集DVD、初回限定盤Bには「SEAMO SCRAP & BUILD TOUR」の東京代々木第一体育館でのライブ映像DVDが付属。

## 収録曲
1. 関白
1stシングル
2. DRIVE
2ndシングル
3. a love story / SEAMO with BENNIE K
3rdシングル。
4. マタアイマショウ
4thシングル
5. ルパン・ザ・ファイヤー
5thシングル
6. Cry Baby
6thシングル
7. Fly Away
7thシングル
8. 軌跡
8thシングル
9. MOTHER
9thシングル
10. Honey Honey feat. AYUSE KOZUE
10thシングル(リカットシングル)
11. Continue
11thシングル
12. My ANSWER
12thシングル「My ANSWER/不景気なんてぶっとばせ!!」の1曲目。
13. 不景気なんてぶっとばせ!!
12thシングル「My ANSWER/不景気なんてぶっとばせ!!」の2曲目。
14. キミヲワスレナイ feat. AYUSE KOZUE
『天空の城ラピュタ』からメインテーマを大胆にサンプリングした新曲。配信限定デジタルシングルとして、2009年9月23日より配信。
15. 心の声 feat. AZU (Bonus Track) 
2ndアルバム『Live Goes On』収録曲。
16. Hey Boy, Hey Girl feat. BoA (Bonus Track) 
3rdアルバム『Round About』収録曲。

### DVD

#### 初回限定盤A
1. 関白
2. DRIVE
3. a love story
4. マタアイマショウ
5. ルパン・ザ･ファイヤー
6. Cry Baby
7. Fly Away
8. 軌跡
9. MOTHER
10. Honey Honey feat. AYUSE KOZUE
11. Continue
12. My ANSWER

#### 初回限定盤B
1. オープニング
2. tbp
3. ここで会ったが運命
4. はじめの一歩
5. FRIDAY NIGHT FEVER
6. DRIVE
7. Kick it out
8. Walk Don't Run
9. Kiss Kiss Kiss feat. AZU & yukako
10. 心の声 feat. AZU
11. Honey Honey feat. AYUSE KOZUE
12. Girl Is Mine feat. CRYSTAL BOY（nobodyknows+）
13. やさしい風
14. 夏の忘れもの
15. 天狗～祭りのテーマ～
16. Chilling, Chilling
17. 関白
18. そばに～たいせつなひと～
19. MOTHER
20. ルパン・ザ・ファイヤー
21. マタアイマショウ
22. Continue
23. ラップの花道
24. Do It! feat. MICRO & KURO（HOME MADE 家族）
25. Fly Away
26. Cry Baby
27. What's SEAMONATOR?